# Ingrid Becker
Ingrid Mickler-Becker (Geseke, 26 settembre 1942) è un'ex multiplista, lunghista, altista e velocista tedesca, vincitrice di due medaglie d'oro olimpiche.

## Biografia
Ai Giochi olimpici di Tokyo 1964 giunge quarta nel salto in lungo, mentre ai Giochi di Città del Messico 1968 vince l'oro nel pentathlon superando l'austriaca Liese Prokop (medaglia d'argento) e l'ungherese Annamária Tóth.

## Palmarès
| Anno                                              | Manifestazione  | Sede              | Evento         | Risultato  | Prestazione | Note            |
| ------------------------------------------------- | --------------- | ----------------- | -------------- | ---------- | ----------- | --------------- |
| In rappresentanza della Squadra Unificata Tedesca |                 |                   |                |            |             |                 |
| 1960                                              | Giochi olimpici | Roma              | Salto in alto  | 9ª         | 1,65 m      |                 |
| 1964                                              | Giochi olimpici | Tokyo             | Salto in lungo | 4ª         | 6,40 m      |                 |
| 1964                                              | Giochi olimpici | Tokyo             | Pentathlon     | 8ª         | 4 717 p.    |                 |
| In rappresentanza della Germania Ovest            |                 |                   |                |            |             |                 |
| 1962                                              | Europei         | Belgrado          | Pentathlon     | 4ª         | 4 663 p.    |                 |
| 1968                                              | Giochi olimpici | Città del Messico | Salto in lungo | 6ª         | 6,43 m      |                 |
| 1968                                              | Giochi olimpici | Città del Messico | Pentathlon     | Oro        | 5 098 p.    |                 |
| 1968                                              | Giochi olimpici | Città del Messico | 4×100 metri    | 6ª         | 43"6        |                 |
| 1969                                              | Europei         | Atene             | 4×100 metri    | Argento    | 44"0        |                 |
| 1971                                              | Europei         | Helsinki          | 100 metri      | Argento    | 11"50       |                 |
| 1971                                              | Europei         | Helsinki          | Salto in lungo | Oro        | 6,76 m      |                 |
| 1971                                              | Europei         | Helsinki          | 4×100 metri    | Oro        | 43"30       |                 |
| 1972                                              | Giochi olimpici | Monaco            | 100 metri      | Semifinale | 11"53       |                 |
| 1972                                              | Giochi olimpici | Monaco            | Salto in lungo | nm         | nm          |                 |
| 1972                                              | Giochi olimpici | Monaco            | 4×100 metri    | Oro        | 42"81       | Record mondiale |